# Classic Christmas
Classic Christmas es un álbum navideño del cantante country Johnny Cash lanzado en 1980 bajo el sello disquero Columbia. A diferencia de sus discos navideños anteriores como The Christmas Spirit y The Johnny Cash Family Christmas ninguna de estas canciones es original de Cash de hecho son canciones tradicionales de Navidad, es el tercer álbum relacionado con la Navidad de Cash y el último.

## Canciones
1. Joy to the World – 2:04
(Lowell Mason y Isaac Watts)
2. Away in a Manger – 3:05
(William James Kirkpatrick)
3. O Little Town of Bethlehem – 3:26
(Phillips Brooks y Lewis Redner)
4. Silent Night – 3:01
(Franz Xaver Gruber y Joseph Mohr)
5. It Came Upon a Midnight Clear – 3:37
(Edmund Sears y Richard Storrs Willis)
6. Hark! The Herald Angels Sing – 2:29
(Felix Mendelssohn y Charles Wesley)
7. I Heard the Bells on Christmas Day – 2:19
(Jean Baptiste Calkin y Henry Wadsworth Longfellow)
8. O Come All Ye Faithful – 2:55
(Frederick Oakeley y John Francis Wade)
9. Little Gray Donkey – 4:11
(Charles Tazewell y Roger Wagner)
10. The Christmas Guest – 4:37
(Grandpa Jones y Bill Walker)

## Personal
- Johnny Cash - Vocalista y Guitarra